# Mediaset Premium
Mediaset Premium, también conocida como Premium, fue una plataforma televisiva de pago para la televisión digital terrestre, destinada al mercado de Italia y propiedad de la empresa Mediaset. Fue el principal operador privado de TDT en el país y la segunda plataforma de pago con más abonados, superando los 3.500.000 en marzo de 2008 y superada por Sky Italia.
La particularidad de Mediaset Premium fue ofrecer eventos por pago por visión sin necesidad de que el usuario estuviera abonado a los canales de televisión de pago. Además de Premium, la empresa cuenta en Italia con los canales en abierto Canale 5, Italia 1, Rete 4, Boing e IRIS.

## Historia
La plataforma nació como la segunda en la historia de la televisión en Italia en ofrecer televisión terrestre de pago (la primera fue Tele+, hoy desaparecida). Mediaset Premium fue lanzado en enero de 2005 solo como plataforma de pago por visión por TDT. Aunque al principio únicamente ofrecía partidos de la Serie A, poco después amplió su oferta a otros contenidos como cine, telefilm, teatro, conciertos y telerrealidad como la emisión de la casa de Gran Hermano. El servicio de pago incluía en total 7 canales de PPV, más un servicio de activación de la tarjeta de pago.
El 19 de enero de 2008 Mediaset Premium y añadió un paquete conocido como Premium Gallery, que pasó a ofertar también canales de televisión: Steel (NBC Universal), Mya (Mediaset) y Joi (Mediaset). A ellos se sumaban sus versiones timeshift +1. Poco después añadió a su oferta Disney Channel, con su correspondiente versión timeshift, y un canal dedicado al fútbol llamado Premium Calcio 24. A su vez, comenzaron a comercializarse distintos paquetes de canales en función de la demanda.
El 1 de junio de 2019, la plataforma cerró oficialmente y con ella también los servicios Premium Play y Premium Online; Los canales premium permanecen activos en Infinity y en la oferta satelital y terrestre de Sky Italia.

## Oferta
- Gallery: Paquete destinado a cine, telefilms y series. Incluye varios canales de televisión especializados, producidos por Mediaset y coproducidos con NBC Universal.

- Fantasy: Dedicado a la infancia y juventud, cuenta con cuatro canales de animación producidos por Disney, Turner y Mediaset. En caso de haber varios partidos de fútbol en directo, es posible que alguno de los canales cese temporalmente las emisiones.

- Calcio&Sport: Fútbol, con partidos en directo de la Serie A y la UEFA Champions League, Ligue 1 de Francia, Copa de la Liga de Francia y Scottish Premiership; y otros eventos deportivos: Campeonato Mundial de Rally, Campeonato Mundial de Superbikes y Campeonato Mundial de Motocross, Liga de Campeones de Voleibol Femenino y National Football League. El paquete actualmente consiste en siete canales Premium Calcio y dos canales Premium Sport.

- Reality: con directo  todo el día de la versión italiana de Big Brother llamada Grande Fratello.

## Canales
Existe la posibilidad de adquirir todos los paquetes, conocida como Tutto Premium. Su precio es de 24 euros al mes por todos los canales de la oferta. El precio es menor si solo se contrata un paquete, y puede variar dependiendo del mismo.
Varios canales ofrecen sus programas o determinados eventos en 16:9. Cada evento de PPV puede variar su precio, que va desde 1 a 6 euros dependiendo del producto contratado: desde estrenos en exclusiva de series y películas a partidos de fútbol.

### Cine y series
- Joi (canal de series y entretenimiento)
- Premium Action (canal de series destinado al hombre)
- Premium Stories (canal de series y entretenimiento destinado a la mujer)
- Premium Cinema (cine)
- Premium Cinema Comedy (cine)
- Premium Cinema Energy (cine)
- Premium Cinema Emotion (cine)
- Studio Universal (cine)

## Acceso al servicio
Para poder ver Mediaset Premium es necesario contar con un televisor que pueda recibir señal de televisión digital terrestre o un decodificador. El estándar utilizado en Italia es DVB-T, y su estándar para los servicios interactivos es el MHP.
Mediaset Premium utiliza una tarjeta, conocida como smart card. La tarjeta puede recargarse comprando una tarjeta prepago, cuya cantidad puede aumentarse a través de Internet, teléfono o cajero automático. La tarjeta se introduce en un decodificador de televisión o decodificador adaptado para introducir tarjetas, compatible con MHP. Esto se produce cuando se activa la tarjeta, se recarga o se compra un evento por PPV. Otros sistemas de visión son por DVB-CI y por IPTV a través de la plataforma de Telecom Italia Alice Home TV.